# Bagamér
Bagamér ist eine ungarische Großgemeinde im Kreis Nyíradony im Komitat Hajdú-Bihar. Der Ort wurde bereits 1281 urkundlich erwähnt.

## Geografische Lage
Bagamér liegt ungefähr 20 Kilometer südöstlich der Stadt Debrecen, gut ein Kilometer von der Grenze zu Rumänien entfernt, an dem kleinen Fluss Bagaméri-ér. Nachbargemeinden sind Álmosd und Vámospércs sowie Voivozi (Șimian) und Șilindru in Rumänien.

## Sehenswürdigkeiten
- Büste von István Bocskai (Bocskai István mellszobra)
- Griechisch-katholische Kirche Szent Mihály és Gábor főangyalok, erbaut 1852–1854
- Heimatkundliche Ausstellung (Helytörténeti és néprajzi kiállítása)
- Reformierte Kirche, erbaut 1877–1883. In der Kirche befindet sich eine einmanualige Orgel mit 10 Registern, erbaut 1893 von Lipót Friedl, restauriert 1937.
- Weltkriegsdenkmäler (világháborús emlékművek)

## Bilder

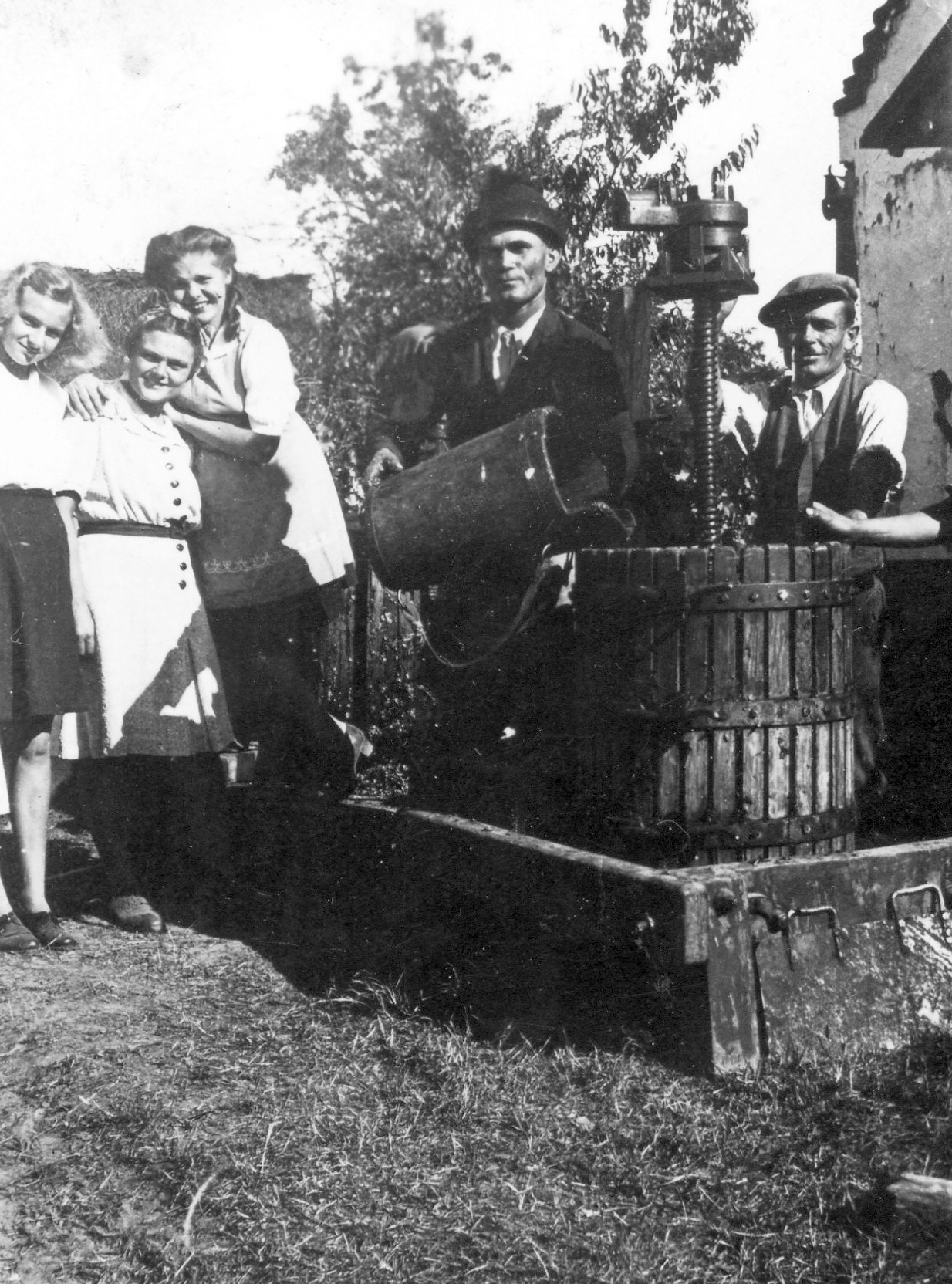
Hölzerne Weinpresse in Bagamér (1940)
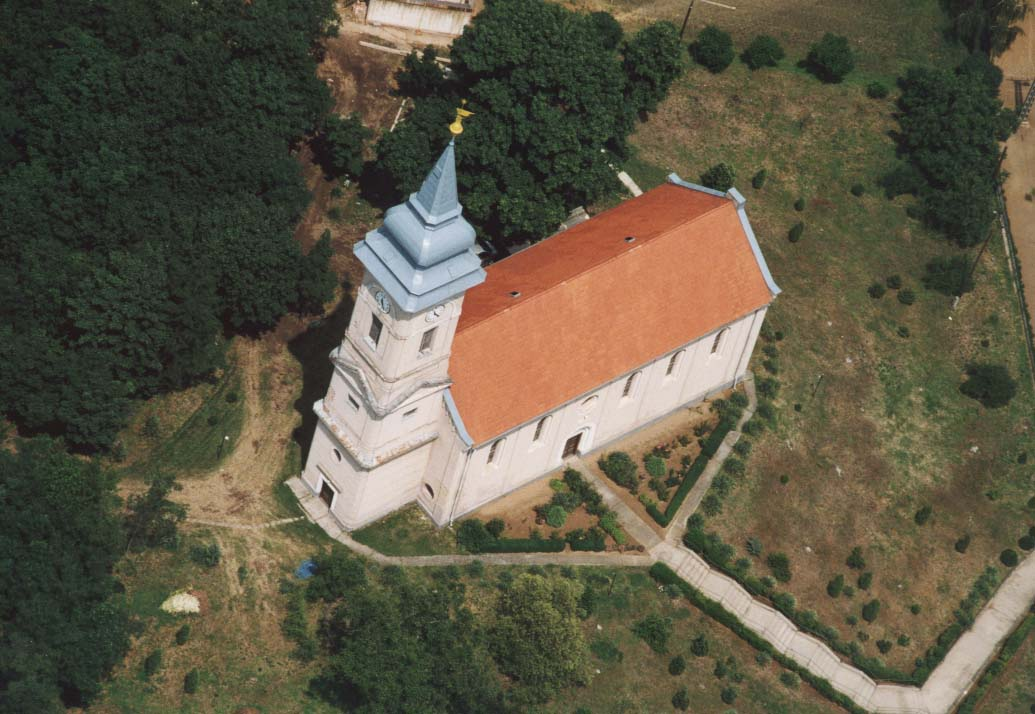
Blick auf die reformierte Kirche

## Verkehr
Durch Bagamér verläuft die Landstraße Nr. 4806. Der nächstgelegene ungarische Bahnhof befindet sich nordwestlich in Vámospércs.